# Зайцев, Анатолий Григорьевич (металлург)
Анатолий Григорьевич Зайцев (10 января 1939 — 22 сентября 2019) — советский металлург. Герой Социалистического Труда (1982).

## Биография, трудовая деятельность
Родился 10 января 1939 года в городе Бор Горьковской (Нижегородской) области в многодетной семье. После смерти матери в 1943 году рос в детском доме. В 1956 году окончил училище и начал работу медником в Горьковском авиазаводе им. Орджоникидзе. Вскоре стал бригадиром. Перевыполнял нормы на 150—160%, был инициатором соцсоревнований.
В 1974 году ему было присвоено звание «Лучший рабочий по профессии», а в 1979-м — «Лучший рабочий министерства». Неоднократно избирался депутатом районного Совета народны депутатов. Проживал в городе Балахна в Нижегородской области.
Захоронен на Ново-Сормовском кладбище.

## Интересный факт
Работая на заводе, имел личное клеймо.

## Другие награды
Два ордена Ленина (10 июня 1977 года, 2 февраля 1982 года), орден Трудового Красного Знамени, медали.